# Lycée italien Leonardo-da-Vinci

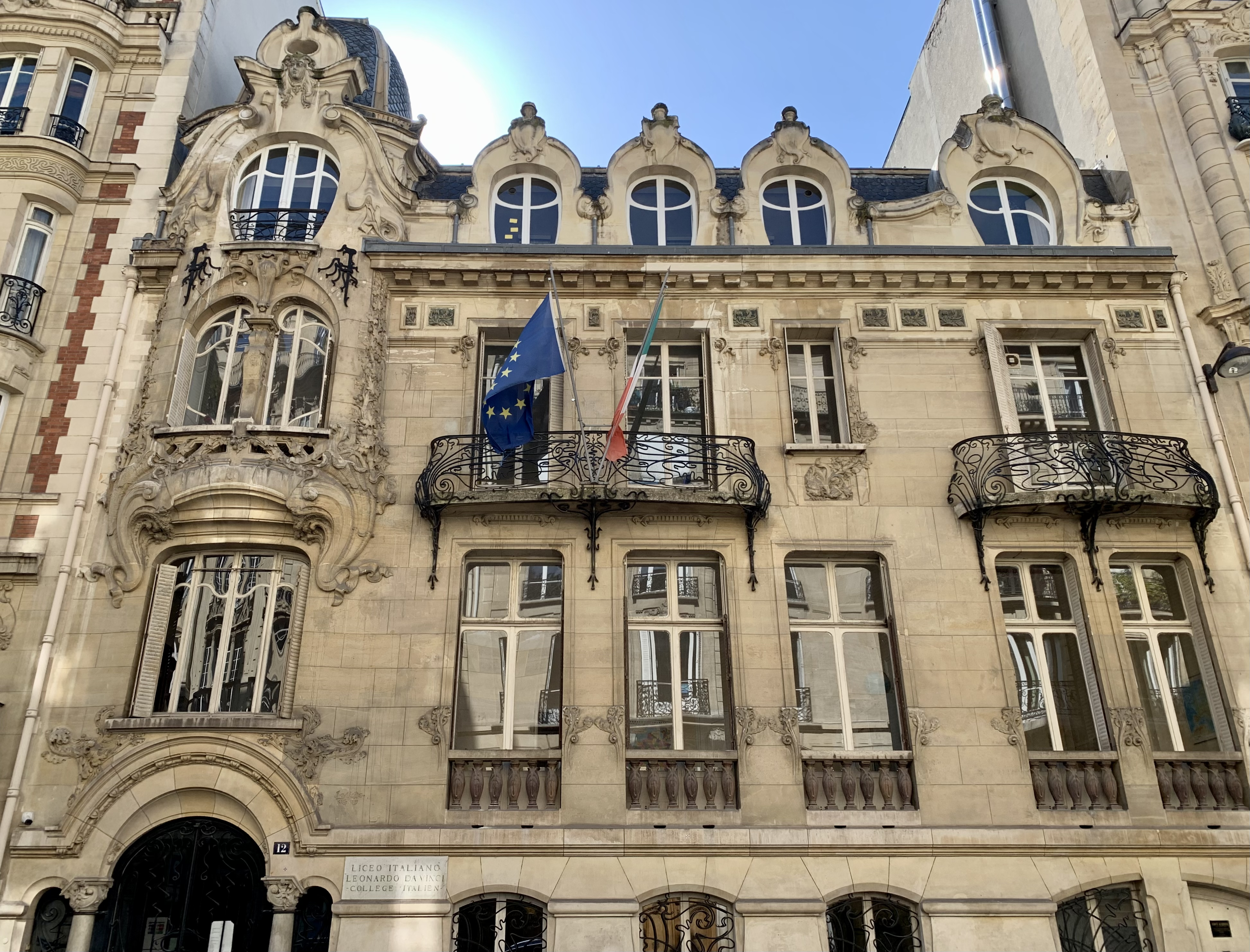
Le collège-lycée, 12 rue Sédillot.

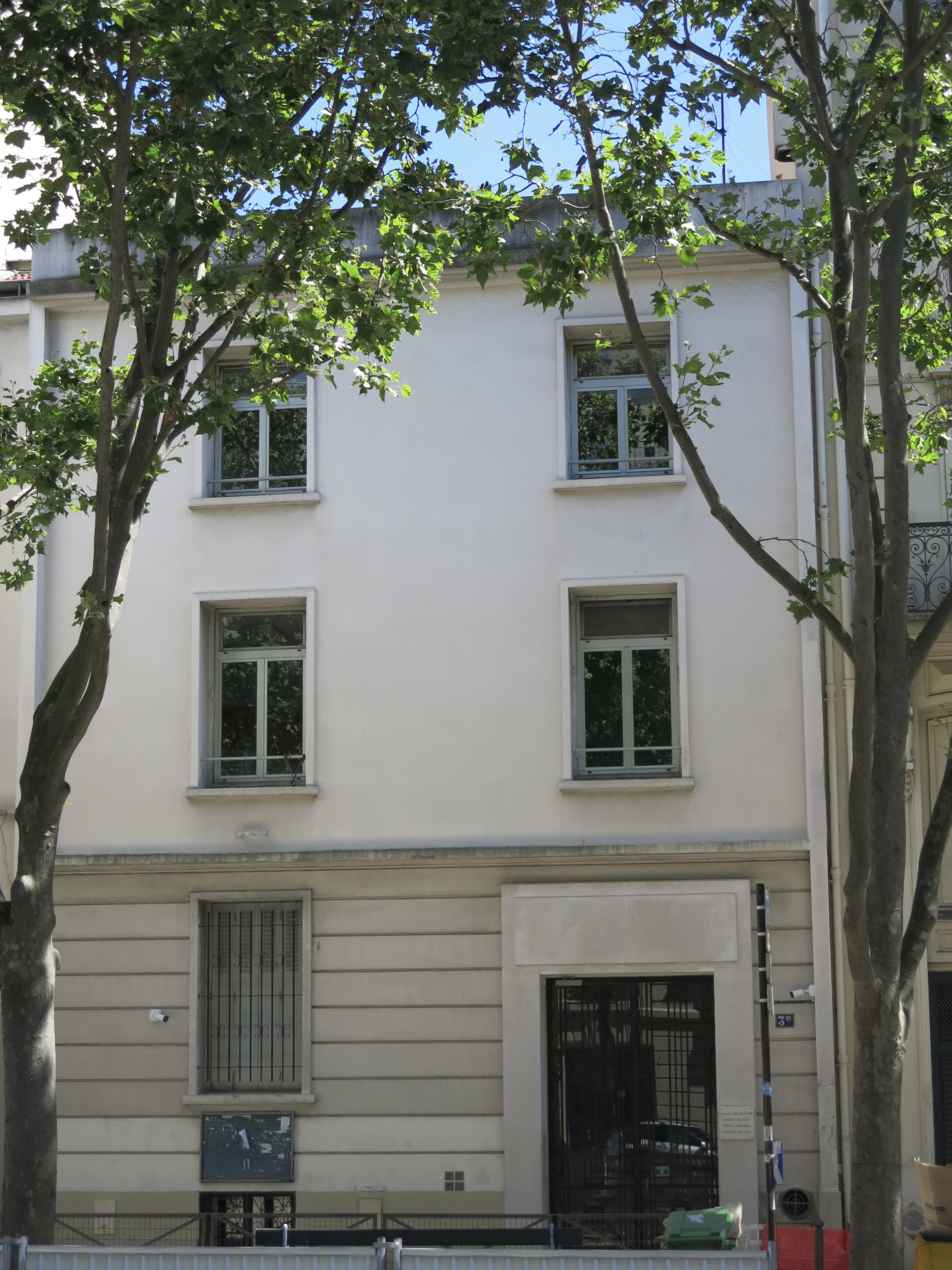
Les écoles maternelle et élémentaire, 3 bis avenue de Villars.

Le lycée italien Leonardo-da-Vinci (italien : Istituto statale italiano Leonardo da Vinci) est une école italienne internationale sous la tutelle du gouvernement italien, située dans le 7e arrondissement de Paris dans deux bâtiments, un pour l'administration et le collège-lycée, et un pour les écoles maternelle et élémentaire.

## Histoire
Le bâtiment de l'administration et du collège-lycée, conçu par Jules Lavirotte, se trouve 12 rue Sédillot. Il s'agit d'un édifice Art nouveau, construit en 1899. Le 6 mai 1930, le gouvernement italien achète le bâtiment. Il est utilisé comme siège de la Maison de l'Italie par le régime fasciste pendant plusieurs années. Le gouvernement provisoire de la République française en prend possession après la Libération puis rend l'arrière du bâtiment à l'Italie, où rouvre une école italienne, le 5 novembre 1949,.
En 1932 avait déjà été créée une école italienne rue Bixio, qui déménage en 1934 avenue de Friedland. La Seconde Guerre mondiale perturbe le bon fonctionnement de l'établissement.
Conformément à la Convention culturelle franco-italienne de 1949, le lycée italien Leonardo-da-Vinci et le lycée français Chateaubriand de Rome sont des écoles sœurs.
En 1961, une école primaire ouvre ses portes ; elle se situe 3 bis avenue de Villars.